# Paul Matthijs
Paul Matthijs (Paterswolde, 5 oktober 1976) is een Nederlandse voormalig voetballer die als middenvelder speelde. 
Matthijs begon bij de amateurclub VV Actief. Op 20 augustus 1997 maakte Matthijs zijn debuut voor FC Groningen thuis tegen FC Volendam (3-0 winst). In de 80e minuut viel de toen nog 20-jarige speler in. Na drie seizoenen verruilde hij Groningen voor AZ. Dat bleek geen succes en in 2001 keerde Matthijs weer terug bij FC Groningen. Hiermee haalde hij in het seizoen 2005/2006 Europees voetbal. Hij heeft tot en met het seizoen 2008/2009 bij FC Groningen gespeeld. Hij kreeg van de club echter geen verlenging van zijn contract voor het seizoen 2009/2010. In het seizoen 2009/2010 kwam hij uit voor de BV Veendam. In het seizoen 2011 kwam Matthijs uit voor FC Edmonton in Canada.
Matthijs is vader van twee kinderen.